# Kiske/Somerville

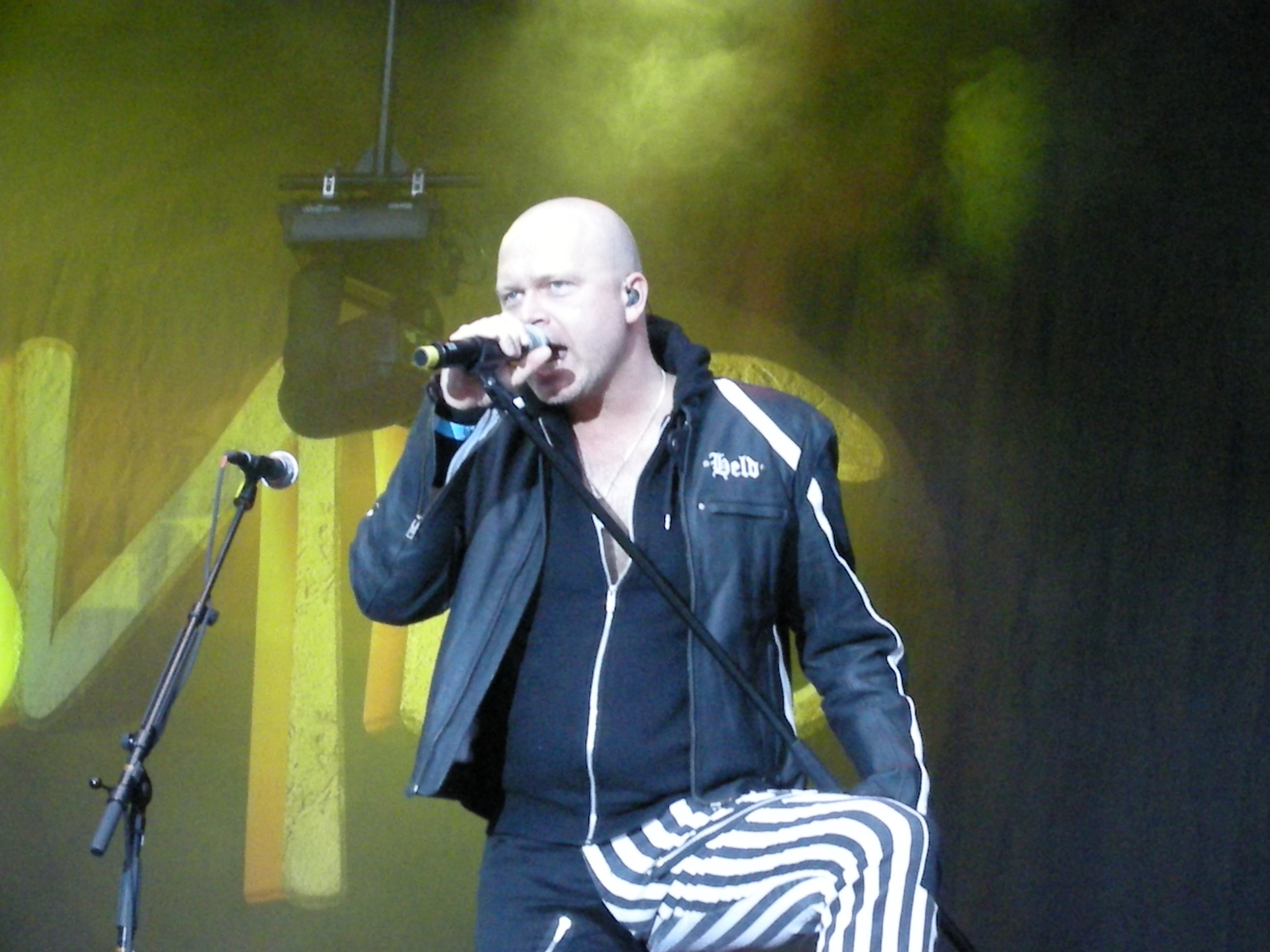
Michael Kiske.

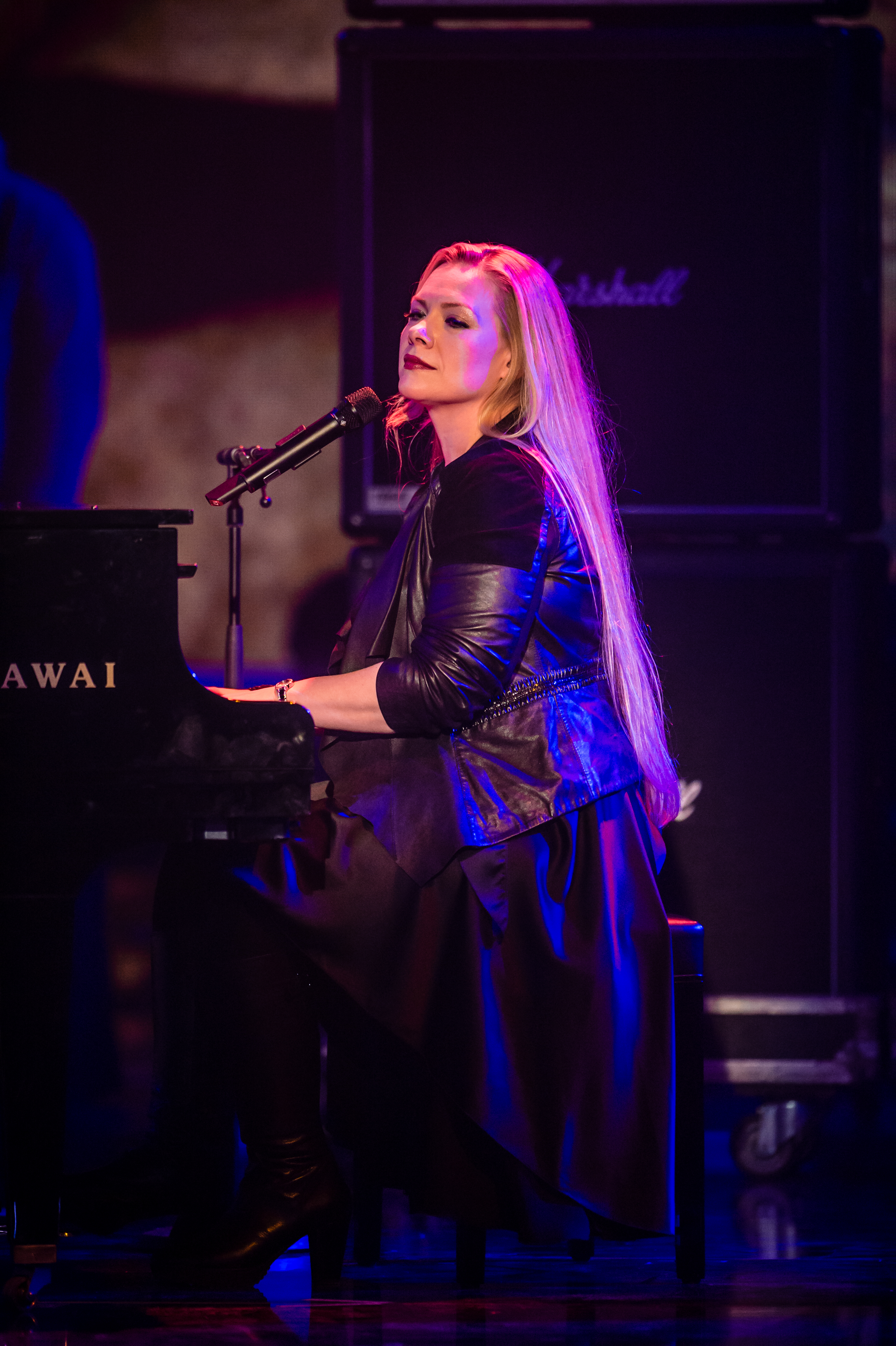
Amanda Somerville.

Kiske/Somerville är en tysk duo grundad 2010 av Frontiers Records. Duon består av Michael Kiske (Helloween, Unisonic, Place Vendome) och amerikanska sångerskan Amanda Somerville (Aina, HDK, Trillium, Epica). Hittills har duon släppt två studioalbum och musiken beskrivs som en blandning av poprock, hårdrock, heavy metal, power metal och symphonic metal. I projektet ingår även svensken Magnus Karlsson, Mat Sinner och Veronika Lukesova.

## Medlemmar

### Nuvarande
- Michael Kiske - sång (2010-)
- Amanda Somerville - sång (2010-)
- Magnus Karlsson - gitarr, keyboard (2010-)
- Mat Sinner - bas, bakgrundssång (2010-)
- Veronika Lukesova - trummor (2014-)

### Tidigare medlemmar
- Sander Gommans - gitarr (2010-2014)
- Martin Schmidt - trummor (2010-2014)
- Ramy Ali - trummor (2010-2014)
- Jimmy Krešić - keyboard (2010-2014)

## Diskografi

### Album
- Kiske/Somerville - 2010
- City Of Heroes - 2015

### Singlar
- Silence - 2010